# Männiku Väikejärv
Le petit lac de Männiku (estonien : Männiku Väikejärv) est un lac se situant dans le village de Männiku et à Tallinn en Estonie.

## Présentation
Le lac a été créé à la suite de l'extraction de sable. 
En 2006, la superficie du plan d'eau était de 18,8 hectares et la longueur du rivage était de 2 437 m.